# Ciara (album)
 (novembre 2012).
Si vous disposez d'ouvrages ou d'articles de référence ou si vous connaissez des sites web de qualité traitant du thème abordé ici, merci de compléter l'article en donnant les références utiles à sa vérifiabilité et en les liant à la section « Notes et références ».
Albums de Ciara
Basic Instinct
(2010) Jackie
(2015)
Singles
1. Body Party
Sortie : 12 mars 2013
2. I'm Out
Sortie : 3 juin 2013
3. Overdose
Sortie : 14 octobre 2013

Ciara est le  cinquième album studio éponyme de la chanteuse américaine Ciara sorti le 5 juillet 2013 aux États-Unis et le 8 juillet 2013 en France . Pour ce nouvel opus, Ciara a fait appel à de nombreux producteurs tel que Tricky Stewart, Hit-Boy, Jasper Cameron, King X, Cam Wallace, The Underdogs, Soundz, The Rockstars, Rodney Jerkins, Jermaine Dupri, Josh Abraham, Mike Will Made It, D'Mile,LA Reid, The Rockstarz, Oligee et Bangladesh. Côté paroles, Ciara a participé à l'écriture ainsi que Wynter Gordon, Livvi Franc et Ali Tamposi sur l'album. Le premier single de cet album sorti le 12 mars 2013 est intitulé Body Party (écrit par son petit ami Nayvadius "Future" Cash alias Future et le deuxième single de cet album sorti le 3 juin 2013 est intitulé I'm Out en duo avec Nicki Minaj.

## Promotion
Le 13 octobre 2012, Ciara chante les titres Sorry, Ciara et 1, 2 Step (2004), avec la célèbre rappeuse Missy Elliott, au Black Girls Rock! Awards. L'émission a été diffusée sur la chaîne américaine BET, le 4 novembre 2012[réf. nécessaire]. Le jour de ses 27 ans, le 25 octobre 2012, Ciara chante sur le plateau de Jimmy Kimmel Live!, ses titres Sorry, Got Me Good, mais aussi d'anciens titres Goodies, 1, 2 Step et Like A Boy[réf. nécessaire]. Ciara donne une performance à VH1 Divas 2012 avec d'autres artistes, comme Miley Cyrus, Demi Lovato, Kelly Rowland et Jordin Sparks le 16 décembre 2012[réf. nécessaire].

## Singles
Un certain nombre de singles ont été libérés quand l'album a été intitulé One Woman Army, dont Sweat en collaboration avec 2 Chainz, Sorry ou encore Got Me Good. Aucune de ces chansons se sont positionnées dans le Billboard Hot 100 américain et ont ensuite été congédiées en faveur d'un nouveau single intitulé Body Party. Depuis la sortie de l'album le 8 juillet 2013, Ciara a dévoilé Boy Outta Here en featuring avec Rick Ross ainsi que One Night With You deux nouveaux titres qui figureront sur la version Deluxe de l'album.

## Liste des pistes
| 1.     | I'm Out (feat Nicki Minaj)         |  |
| 2.     | Sophomore                          |  |
| 3.     | Body Party                         |  |
| 4.     | Keep on Lookin'                    |  |
| 5.     | Read My Lips                       |  |
| 6.     | Where You Go (feat Future)         |  |
| 7.     | Super Turnt Up                     |  |
| 8.     | DUI                                |  |
| 9.     | Livin It Up (feat Nicki Minaj)     |  |
| 10.    | Overdose                           |  |
| 11.    | Body Party Remix (Bonus Track)     |  |
| 12.    | Boy Outta Herre (feat. Rick Ross)  |  |
| 13.    | One Night With You                 |  |
| 14.    | Backseat Love (Itunes Bonus Track) |  |
| 70 :00 |                                    |  |

## Historique de sortie
| Région           | Date            | Format             | Label      |
| ---------------- | --------------- | ------------------ | ---------- |
| Australie        | 5 juillet 2013  | CD, téléchargement | Sony Music |
| Allemagne        | 5 juillet 2013  | CD, téléchargement | Sony Music |
| France           | 8 juillet 2013  | CD, téléchargement | Epic       |
| Royaume-Uni      | 8 juillet 2013  | CD, téléchargement | Epic       |
| États-Unis       | 9 juillet 2013  | CD, téléchargement | Epic       |
| Canada           | 9 juillet 2013  | CD, téléchargement | Epic       |
| Nouvelle-Zélande | July 12, 2013   | CD, téléchargement | Epic       |
| Japon            | 24 juillet 2013 | CD                 | Epic, Sony |